# Jed Dupree
William Jedediah Dupree (Hanover, 7 ottobre 1979) è uno schermidore statunitense.

## Palmarès
In carriera ha conseguito i seguenti risultati:
- Giochi Panamericani:

Santo Domingo 2003: oro nel fioretto a squadre.